# Il convitato di pietra (saggio)
Il convitato di pietra è un trattato di astrologia dialettica scritto da Lisa Morpurgo nel 1979.
L'opera non è un classico trattato di astrologia con la descrizione dei significati simbolici di pianeti, segni e case come tramandato da millenni. L'autrice infatti utilizza criteri logico-matematici e filosofici per analizzare dialetticamente e razionalmente la materia astrologica. Il libro è considerato il testo base del suo pensiero.
Il testo, innovativo rispetto alla scena astrologica dell'epoca, è un long-seller ripubblicato fino ad ora, ed è suddiviso in 6 Capitoli: Le Sequenze - La Sfera e il Vortice - La Spirale - La Dialettica - La Censura - Il Messaggio.
Nei primi 4 Capitoli l'autrice reimposta su base logico-scientifica le attribuzioni che conseguono dall'analisi dello Zodiaco mentre negli ultimi 2, fra agganci letterari e sociali, prende in esame i veli condizionanti che agiscono sulla mente umana, cercando di aprire la strada ad una visione unitaria all'epoca inedita, dove ogni disciplina scientifica collabora a quella che la scienza moderna definisce la Teoria del tutto. 
In questo lavoro l'autrice analizza la dialettica/complementarità dei segni opposti dello Zodiaco e propone nuove chiavi di lettura dello Zodiaco tra cui:
- esistenza di altri due pianeti transplutoniani, identificati come X-Proserpina e Y-Eolo con l'intento di completare il quadro di dodici segni, dodici case, dodici pianeti utilizzando quindi un sistema duodecimale
- esistenza di un codice zodiacale contenente le istruzioni logico-scientifiche per la decifrazione della cosmogonia e dell'interdipendenza di tutto quanto esiste nel nostro sistema planetario
- nuova numerazione della sequenza dei pianeti, che inizia con il Sole-1, prosegue con Y-Eolo-2, il pianeta più lontano e si chiude a cerchio terminando con la Luna a cui spetta il numero dodici
- riscrittura di domicili ed esaltazioni planetarie, cercando di colmare e sistemare vuoti e incongruenze logiche lasciati dalla tradizione astrologica tolemaica.

Rielabora inoltre il classico abbinamento dei gradi zodiacali alle singole parti del corpo umano, anche qui utilizzando la logica dialettica, e lasciando alcuni punti interrogativi da risolvere. Riassumendo:
| Ariete  | testa, cranio          | opposto a | Bilancia   | organi depurativi (fegato, reni, vescica) |
| Toro    | bocca, gola, occhi     | opposto a | Scorpione  | ano, ghiandole secrezione esterna         |
| Gemelli | braccia, polsi, spalle | opposto a | Sagittario | gambe                                     |
| Cancro  | seno, stomaco          | opposto a | Capricorno | spina dorsale, natiche                    |
| Leone   | circolazione arteriosa | opposto a | Aquario    | circolazione venosa                       |
| Vergine | mani, intestini        | opposto a | Pesci      | piedi                                     |